# Juraj Dubrovčanin
Juraj Dubrovčanin (Georgius Raguseus), “philosophus orator”, zastupnik peripatetizma, odlikovao se čvrsto oblikovanim stajalištima, koje je iskazivao jasno i precizno, što mu je zarano priskrbilo počasni naziv “filozof govornik”. Sukladno gore rečenom, gorljivo je sudjelovao u rasprama, polemizirajući sa starijim autorima, ali i sa suvremenicima.   

## Djela
- Commentarium in artem Raymundi Lulli
- Commentaria in universam Aristotelis philosophiam
- Disputationum Peripateticarum
- Epistolarum de logica, rhetorica, aliisque scientiis
- De divinatione